# 陽樹
陽樹（ようじゅ、intolerant tree、sun tree）とは、生育に最低限必要な光合成量が比較的多いタイプの（陽生植物の性質をもつ）樹木のこと。対立する語として陰樹がある。生育に多くの光を必要とするため、ある程度成長した森林の中では生育できないが、十分に光を浴びた場合の成長量は比較的高いものが多いため、若い雑木林はこの陽樹が優勢となる。

## 概要
遷移の段階では、草原に陽樹が侵入し、陽樹からなる森林（陽樹林）に移行するものとする。森林が成立すると、その樹下には陽樹が発芽しにくくなるため、森林内でも発芽成長する陰樹に次第に取って代わられる。したがって極相林は陰樹林であるが、そのような森林でも大木が倒れて林冠にギャップが生じた場合には、林床に光が入るので陽樹が発芽生長することがよくある。これは素早く生長してギャップをふさぐ役割を果たしているとも言える。このように、陽樹は樹木におけるパイオニア植物の役割を果たしている。
また、根元が乾燥していないと機嫌が悪いものもあるが、いったん発芽・成長して背が高くなれば、高木層に出て長生きすることもあり、極相林にそのような陽樹の大木が混じる例は少なくない。たとえば本州南部の森林を伐採すると、そのあとにタラノキやカラスザンショウが多数芽吹き、素早く成長して数年で数mに達する。タラはそれ以上成長しないのに対して、カラスザンショウは10mを超えて成長し、シイなどに混じって森林を構成することがある。
代表的な陽樹に、クロマツ、アカマツ、ハンノキ、ダケカンバなどがある。